# 610년대
610년대는 610년부터 619년까지를 가리킨다.